# 혼다 다다모치
혼다 다다모치(일본어: 本多忠以, 1640년 ~ 1664년 6월 8일)는 에도 시대 전기의 후다이 다이묘로, 무쓰국 아사카와번의 초대 번주이다. 이즈미번 혼다 헤이하치로가 시조.
도쿠가와 4천왕의 한 사람인 센고쿠 무장 혼다 다다카쓰의 증손이다.

## 생애
간에이 17년(1640년), 혼다 다다카쓰의 손자인 혼다 다다요시의 차남으로 태어났다. 간분 2년(1662년) 11월 25일에 은거한 아버지 다다요시의 뒤를 이어 시라카와번의 제2대 번주에 취임한 맏형 혼다 다다히라로부터 1만 석 영지를 분할받고 아사카와 번을 세웠다.
간분 4년(1664년) 5월 14일에 25세의 젊은 나이로 사망하였고, 동생인 혼다 다다하루가 그 뒤를 이었다.